# Moses Oloya
Moses Oloya (Kampala, 22 ottobre 1992) è un calciatore ugandese, centrocampista dei Wakiso Giants.

## Carriera

### Club
Gioca dal 2009 al 2010 nel Kampala City. Nel 2011 passa allo Xuân Thành. Nel 2014 si trasferisce al Bình Dương. Nel luglio 2016 viene acquistato dal Kuban'. Il 25 gennaio 2017 viene ufficializzato il suo trasferimento all'Hà Nội, in Vietnam.

### Nazionale
Debutta in nazionale l'8 ottobre 2011, in Uganda-Kenya (0-0). Mette a segno la sua prima rete con la maglia della nazionale l'8 gennaio 2017, nell'amichevole Slovacchia-Uganda (1-3).

## Palmarès

### Club

#### Competizioni nazionali
- Campionato vietnamita: 2

Hà Nội: 2018, 2019
- Supercoppa del Vietnam: 2

Hà Nội: 2018, 2019
- Coppa del Vietnam: 2

Hà Nội: 2019, 2020